# ギュンター・ヘスラー
ギュンター・ヘスラー（1909年6月14日 - 1968年4月4日、ドイツ語: Günther Heßler）は、ドイツの海軍軍人。Uボート艦長。義父はカール・デーニッツ。最終階級は海軍中佐。

## 経歴・人物
1927年4月海軍入隊。水雷艇などで経験を積み、1940年Uボート部隊へ移動。経験豊かであったためすぐにU-107を指揮する。最初の哨戒で18,514トンを撃沈する。
1937年、水雷艇にいた頃、後に海軍総司令官となるカール・デーニッツ提督の娘ウルズラと結婚。ニュルンベルク裁判のときは、義父デーニッツの助命運動のために走りまわったという。